# نشان شیر و خورشید (داستان)
نشان شیروخورشید (به روسی: Лев и Солнце) نام داستانی است از آنتوان چخوف. چخوف در این داستان به مردی ایرانی به نام راحت‌قلم می‌پردازد. او این داستان را در سال ۱۸۸۷ مطابق با ۱۳۰۵ (قمری) یعنی نه سال پیش از کشته شدن ناصرالدین‌شاه نوشته‌است.

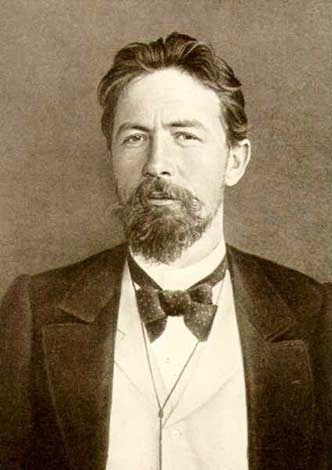
آنتوان چخوف نویسنده داستان

## پس‌زمینه داستان
نکته جالب در این داستان ایرانی بودن یکی از قهرمان‌های اصلی قصه است. این داستان در یکی از شماره‌های کتاب جمعه به سردبیری احمد شاملو به چاپ رسیده است. اول چیزی که مبنای نوشتن این داستان شده یا در واقع چرایی شکل گرفتن این قصه را از زبان مترجم آن کریم کشاورز بخوانید:
در عهد قاجار نشان شیر و خورشید و دیگر نشان و امتیازات غالباً به اشخاص ـ بدون استحقاق ـ داده می‌شد یا حتی فروخته می‌شد. از دو نمونه زیر صحت این مدعی مکشوف می‌گردد :از یادداشت‌های اعتمادالسلطنه (عهد ناصری): «... اما چیزی که محل تعجب این است که چنجاه فرمان نشان ـ سفید مهر ـ بدون تعیین درجه که همراه امین اقدس (عمه ملیجک) کرده بود سی و هشت طغرا از آن‌ها را به طور انعام به میرزا رضاخان قونسول تفلیس (مقصود ارفع السلطنه یا «پرنس ارفع» است) داده‌اند که به هر کس می‌خواهد بفروشد. حالت متمولین روس و قید آن‌ها به نشان معین است. البته میرزا رضا خان به ده هزار تومان فرامین را خواهد فروخت …» (جمع کل مخارج امین اقدس زن محبوب شاه برای معالجه کوری، در فرنگ، ده هزار تومان شده بود)
تقاضای نشان شیر و خورشید … (تقاضای چهار نفر فرانسوی از مظفرالدین شاه به هنگام اقامت وی در پاریس. از خاطره‌های مهماندار فرانسوی شاه ـ نقل از «اطلاعات» مورخ ۲۳/۱۱/۵۴ ـ صفحه ۱۱). شاهنشاه عظیم الشانا ـ غرض از تحریر این عریضه که من به عرض آن مفتخرم آن که من و دوستانم ـ ژول برونل و ابل شنه ـ میل داریم که با نهایت افتخار چهار بطری شراب شامپانی و دو بطری شراب بردو به حضور مبارک تقدیم داریم. استدعای ما در مقابل آن است که اعلیحضرت هم ما را به اعطای نشان شیر و خورشید مفتخر فرمایند. امید آن که از این بذل عنایت دریغ نشود. ما رعیت فرانسه‌ایم و سابقاً به خدمت سپاهیگری اشتغال داشتیم. سلامت ذات همایونی و سعادت مملکت شاهنشاهی ایران آرزوی ماست. خوبست اعلیحضرت یکی از گماشتگان خود را بفرستند تا بطری‌ها تقدیم شود. با نهایت افتخار سلامت ذات شاهانه را خواستاریم. زنده باد اعلیحضرت مظفرالدین شاه، زنده باد ایران.آنتوان چخوف داستان‌نویس نامی روس نیز در سال ۱۸۸۷ م. (۱۳۰۵ ه‍. ق) یعنی نه سال پیش از کشته شدن ناصر الدین شاه ـ داستانی زیر عنوان «نشان شیر و خورشید» نوشته و منتشر کرده که موید نظر اعتمادالسلطنه و مضمون نامه بالای چند نفر فرانسوی مذکور است و ترجمه آن از نظر خوانندگان می‌گذرد.

## برگردان به فارسی

### بخشی از متن
ترجمه کریم کشاورز
داستان این‌گونه آغاز می‌شود: «در یکی از شهرهای آن سوی کوهساران اورال شایع شد که مردی از متشخصان ایران به‌نام راحت‌قلم چند روز پیش وارد آن شهر شده و در مهمان‌سرای «ژاپون» اقامت گزیده‌است. این شایعه در مردم عادی و عامی هیچ اثری نکرد: خوب، ایرانی‌ای آمده، آمده باشد! فقط استپان ایوانویچ کوتسین رئیس بلدیه که از ورود آن مرد مشرقی به‌وسیلهٔ منشی اداره اطلاع یافت در اندیشه فرورفت…»

### متن اصلی
- نشان افتخار شیر و خورشید

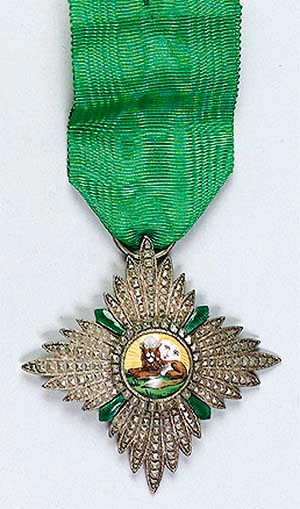
یک نمونه از نشان‌های «شیر و خورشید» ایران

در یکی از شهرهای آن سوی کوهساران اورال شایع شد که مردی از متشخصان ایران به نام راحت قلم چند روز پیش وارد آن شهر شده و در مهمان سرای «ژاپون» اقامت گزیده است. این شایعه در مردم عادی و عامی هیچ اثری نکرد: خوب، ایرانی‌ای آمده، آمده باشد! فقط استپان ایوانویچ کوتسین رئیس بلدیه که از ورود آن مرد مشرقی به وسیله منشی اداره اطلاع یافت در اندیشه فرورفت وپرسید:
ــ به کجا می‌رود؟
ــ گویا به پاریس یا لندن.
ــ عجب! … پس معلوم است آدم کله‌گنده‌ای است
ــ خدا می‌داند.
رئیس بلدیه چون از اداره به خانه خود آمد و ناهار خورد، بار دیگر در اندیشه فرورفت و این دفعه تا غروب توی فکر بود. ورود آن مرد متشخص ایرانی او را سخت مشغول داشته علاقمند کرده بود. به نظرش آمد که دست تقدیر گریبان این راحت قلم را گرفته به نزد او آورده است و سرانجام، آن روز خوشی که او آرزوی دیرین و شورانگیز خویش را عملی کند فرا رسیده. کوتسین ۲ مدال استانیسلاو و درجه سوم و یک مدال صلیب سرخ و یک مدال «انجمن نجات غریق» را دارا بود. گذشته از این‌ها آویزه گونه‌ای (تفنگ زرین و گیتاری به شکل متقاطع) داده بود برایش درست کرده بودند و چون این آویزه را به سینه لباس رسمیش نصب می‌کرد از دور مثل چیزی ویژه و زیبا و عجیب می‌مانست و به جای نشان امتیاز، می گرفتندش. همه می‌دانند که آدم هر قدر بیشتر نشان و مدال داشته باشد بیشتر حریص می‌شود ـ و رئیس بلدیه هم مدت‌ها بود میل داشت نشان «شیر وخورشید» ایران را داشته باشد. با شور وعشق میل داشت، دیوانه وار میل داست. نیک می‌دانست که برای دریافت این نشان نه لازم است جنگ کنید و نه برای آسایشگاه سالخوردگان اعانه بدهید و نه در انتخابات فعالیت ابراز نمائید، بلکه فقط باید در کمین فرصت باشید و به نظرش چنین آمد که اکنون آن فرصت به دست آمده.
روز بعد، به هنگام نیمروز همه نشان‌های امتیاز خود را به سینه زد و سوار شد و به مهمان سرای «ژاپون» رفت. بخت یاری اش کرد؛ و چون وارد نمره آن ایرانی نامدار شد دید او تنهاست و بیکار نشسته. راحت قلم آسیائی بود عظیم الجثه، بینی ئی داشت چون ابیا و چشمان ورقملبیده و فینه به سر. روی زمین نشسته بود و در جامه دان خود کاوش می‌کرد.
کوتسین تبسم کنان چنین گفت:
ــ خواهشمندم از این که مزاحمتان شده‌ام عفوم فرمایید. افتخار دارم خود را معرفی کنم: اصیلزاده و شوالیه، استپان ایوانویچ کوتسین، رئیس بلدیه این محل. وظیفه خود می‌دانم به شخص آن جناب که نماینده کشور معظم دوست و همسایه ما هستید مراتب احترام را تقدیم دارم.
مرد ایرانی برگشت و زیر لب چیزی به زبان فرانسوی خیلی بد تته پته کرد. کوتسین سخنان تبریک آمیزی را که قبلاً از برکرده بود دنبال کرده چنین گفت:
ــ مرزهای ایران با حدود میهن پهناور ما مماس می‌باشند و بدین سبب، به اصطلاح، حسن توجه متقابل این جانب را برمی‌انگیزد که مراتب توافق و هم بستگی خود را به آن جناب تقدیم دارم.
ایرانی نامدار برخاست و باری دیگر به همان زبان چیزی تته پته کرد. کوتسین که هیچ زبانی نمی‌دانست، سر تکان داد و خواست بفهماند که نمی فهد و در دل اندیشید که «خوب، من چگونه با او گفتگو کنم؟ خوب بود الساعه دنبال مترجم می‌فرستادم ولی موضوع باریک و دقیق است. جلو شخص ثالث نمی‌توان حرف زد. بعد مترجم توی همه شهر با بوق و کرنا مطالب را فاش می‌کند.»
بعد کوتسین همه لغت‌های خارجی را که در روزنامه خوانده و به ذهن سپرده بود به یاد آورد و من و من کنان گفت:
ــ من رئیس بلدیه‌ام … یعنی «لرد مر» … یعنی مونی سیپاله … ووئی؟ کومپرانه؟ (۱) می‌خواست با کلمات یا حرکت دست و صورت وضع اجتماعی خود را بیان کند ولی نمی‌دانست چگونه به این مقصود نایل شود. تابلو «شهرونیز» که به دیوار آویزان و نام شهر به حروف درشت زیر آن نوشته شده بود نجاتش داد. با انگشت به شهر اشاره کرد و بعد سر خود را نشان داد و به عقیده خودش جمله‌ای ساخت به این مضمون که «من سرور و رئیس بلدیه‌ام». آن مرد ایرانی چیزی درک نکرد ولی لبخندی زد و گفت:
ــ کاریاشو، موسیو، کاریاشو … (۲)
نیم ساعت بعد رئیس بلدیه گاه به شانه و گاه به زانوی آن مرد ایرانی دست می‌کوفت و می‌گفت:
ــ کمپرونه؟ ووئی؟ به عنوان لردمر و مونی سیپاله … به شما پیشنهاد می‌کنم که «پرومناژ» کوچکی بکنیم … کومپرونه؟ پرومناژ …
کوتسین با انگشت ونیز را نشان داد و با دو انگشت تقلید پاهایی را که حرکت می‌کنند درآورد. راحت قلم که چشم از مدال‌های کوتسین برنمی‌داشت، ظاهراً حدس زد که ایشان مهمترین رجل شهر هستند و کلمه «پرومناژ» را فهمید و لبخند ملاطفت آمیزی زد. بعد هر دو نفر پالتوهای خود را پوشیدند و از نمره خارج شدند. در پایین، نزدیک دری که به طرف رستوران «ژاپون» گشوده می‌شد، کوتسین فکر کرد که بد نبود اگر مرد ایرانی را ضیافت می‌کرد. توقف کرد و به میزها اشاره نمود و گفت:
ــ بد نیست به رسم روسیان بندازیم بالا … پوره … آنترکت … شامپان و غیره … کومپرونه؟ می‌فهمی؟
مهمان نامدار فهمید و اندکی بعد، هر دو نفر در بهترین اتاق رستوران نشسته مشغول نوشیدن شامپانی و خوردن بودند. کوتسین گفت:
ــ می‌نوشیم به سلامتی ترقی ایران … ما روس‌ها ایرانیان را دوست می‌داریم … گرچه دینمان یکی نیست ولی منافع مشترک و به اصطلاح حسن توجه متقابل … ترقی … بازارهای آسیا … فتوحات مسالمت جویانه، به اصطلاح …
ایرانی نامدار با اشتهای فراوان می‌نوشید و می‌خورد. چنگان را در ماهی نمک سود فرو برد و سر را به علامت تحسین و ستایش به حرکت درآورد و گفت:
ــ کاریاشو! بی رین (۳)!
رئیس بلدیه به‌غایت خوشحال شد و گفت:
ــ از این ماهی خوشتان می‌آید؟ بی ین؟ چه خوب. بعد رو به پیشخدمت رستوران کرد و گفت: برادر امر کن دو تا ماهی از آن بهترهاش به نمره حضرت اشرف بفرستند!
بعد رئیس بلدیه و آن ایرانی متشخص رفتند باغ وحش را تماشا کنند. مردم عامی شهر دیدند که چگونه رئیس شهرستان، استپان ایوانویچ، که صورتش از فرط نوشیدن شامپانی سرخ شده و شاد و بسیار راضی است، آن مرد ایرانی را در خیابان‌های عمده و بازار گرداند و دیدنی‌های شهر را نشانش داد و سرانجام بر فراز برج آتش نشانیش برد.
ضمناً مردم عامی شهر دیدند که چگونه نزدیک دروازه سنگی که دو طرفش مجمسه شیر بود توفق کرد و اول شیر را به آن مرد ایرانی نشان داد بعد انگشت را حواله آسمان کرده و خورشید را و بعد به سینه خود اشاره کرد و بعد بار دیگر به شیر کنار دروازه وخورشید آسمان؛ و مرد ایرانی تبسم کنان سبیل رضا سر تکان داد و دندان‌های سفید خویش را ظاهر ساخت. بعد از غروب هر دو در مهمانخانه «لندن» نشسته به نوای زنان هارپ نواز گوش دادند. اما شب را در کجا گذراندند، معلوم نیست.
فردای آن روز، صبح، رئیس بلدیه به اداره آمد. کارمندان ظاهراً در بعضی چیزها اطلاع حاصل کرده برخی مطالب را حدس می‌زدند. چون که منشی بلدیه به نزد او آمد و با تبسمی سخریه آمیز چنین گفت:
ــ ایرانیان رسمی دارند که اگر مهمان نامداری به ایشان وارد شود، باید به دست خود گوسفندی را برای او سر ببرند.
چیزی نگذشت پاکتی را که به وسیله پست رسیده بود به رئیس بلدیه دادند. او پاکت را گشود و کاریکاتوری را مشاهده کرد. راحت قلم را کشیده بودند که شخص شخیص رئیس بلدیه در مقابلش به زانو درافتاده و دست‌ها را به سوی او دراز کرده می‌گوید:
به نشانه دوستی دو کشور
یعنی روسیه و ایران
و به علامت احترام به شما، ای سفیر بسیار محترم
میل داشتم خود را به عنوان گوسفند در قدمتان ذبح کنم
ولی عفوم کنید (نمی‌توانم) چون من خرم!
وجود رئیس بلدیه را احساس نامطبوعی فرا گرفت … ولی طولی نکشید.
به هنگام نیمروز بار دیگر نزد آن ایرانی نامدار رفت و مجدداً ضیافتش کرد و دیدنی‌های شهر را نشانش داد و باز به سوی دروازه سنگی اش برد و باز گاه به شیر و گاه به خورشید آسمان و گاه به سینه خود اشاره کرد. به اتفاق در مهمان سرای «ژاپون» ناهار خوردند و بعد از ناهار، سیگار بر لب، با صورت‌های سرخ از مشروب، خوشحال و راضی باز بر برج آتش‌نشانی صعود کردند و رئیس بلدیه که گویا می‌خواست دیدگان مهمان خود را با منظره بی نظیری خیره کند از آن بالا برای قراولی که آن پایین مشغول گشت بود فریاد زد:
ــ آژیر خطر بده!
ولی آژیر بی‌نتیجه ماند، چون مأموران آتش‌نشانی حمام رفته بودند و کسی حاضر نشد. در مهمانخانه «لندن» شام خوردند و پس از شام مرد ایرانی سوار قطار شد و رفت و استپان ایوانویچ به هنگام بدرقه او سه بار به رسم روس‌ها با او روبوسی کرد و حتی اشک از دیدگان فرو ریخت و وقتی که قطار به حرکت درآمد فریاد زد:
ــ از طرف ما به ایران تعظیم کنید و بگویید که دوستش داریم!
یک سال و چهار ماه گذشت. یخ بندان سختی بود. قریب سی و پنج درجه زیر صفر باد شدیدی که تا مغز استخوان نفوذ می‌کرد می‌وزید. استپان ایوانویج در خیابان حرکت می‌کرد و پوستین را گشوده بود و افسوس می‌خورد که هیچ‌کس پیشش نمی‌آید تا نشان «شیر وخورشید» را بر سینه اش ببیند. تا غروب با پوستین باز و سینه گشوده راه می‌رفت و سخت سرما خورد و شب هنگام از پهلویی به پهلوی دیگر می‌غلتید و نمی‌توانست به خواب برود.
روحش معذب بود. باطنش می‌سوخت. قلبش ناآرام در تپش بود. حالا می‌خواست نشان «تاکووا» ی صربستان را زیب پیکر کند. دیوانه وار می‌خواست. عاشقانه می‌خواست. به خاطر آن عذاب می‌کشید.